# Ben Wendel

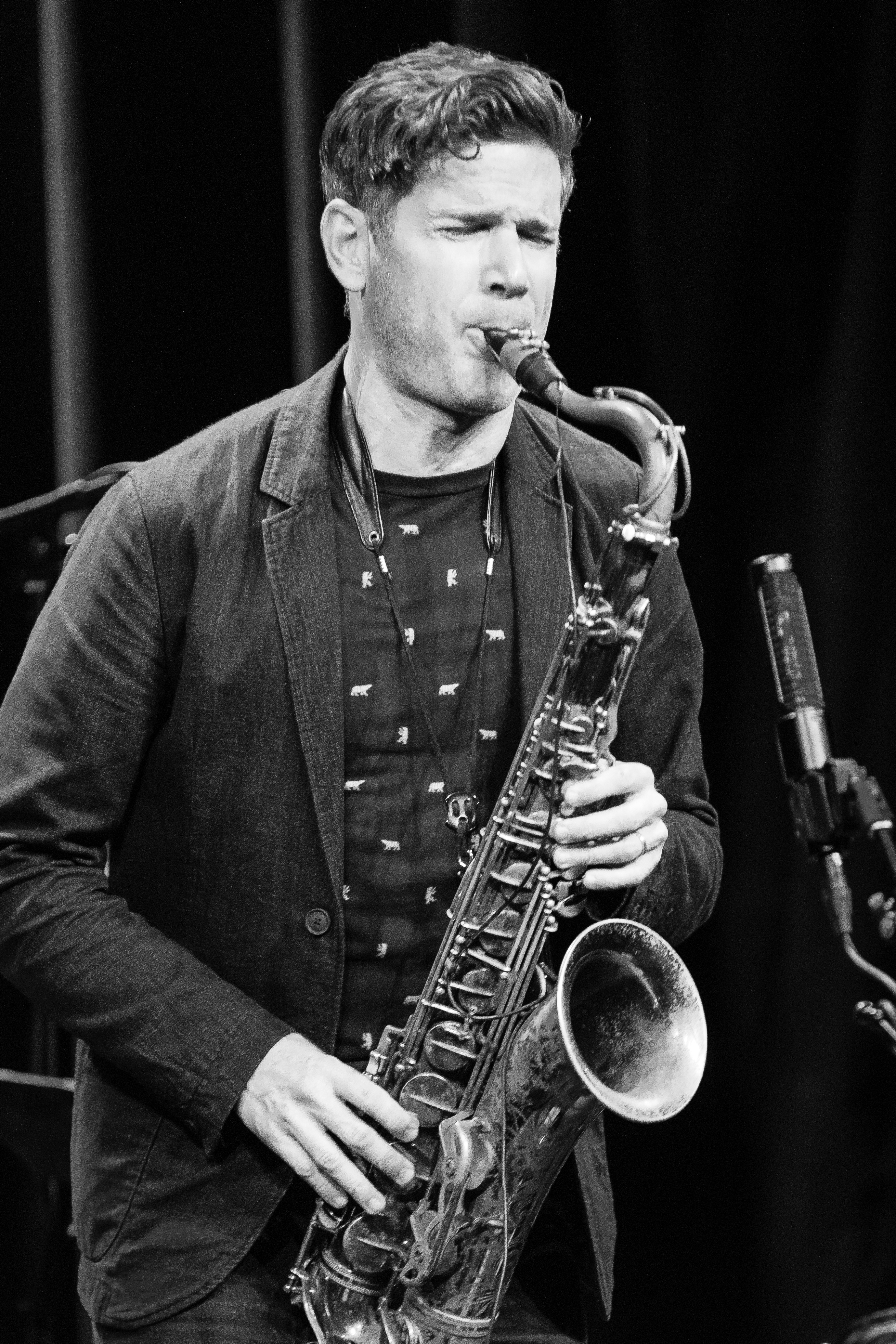
Ben Wendel (2022)
Bild: Tore Sætre

Ben Wendel (* 20. Februar 1976 in Vancouver) ist ein kanadischer Jazzmusiker (Saxophon, auch Fagott und Piano, Komposition). Er wurde zunächst vor allem als Gründungsmitglied der Grammy-nominierten Gruppe Kneebody bekannt.

## Leben und Wirken
Wendel wuchs in Santa Monica in einer kreativen, musikalisch orientierten Familie auf; seine Mutter ist die Opernsängerin und Kunstadministratorin Dale Franzen. Wendel begann im Alter von fünf Jahren Klavier zu spielen. Mit zehn Jahren kam das Saxophon hinzu, als Jugendlicher auch das Fagott. Nach der Highschool studierte er an der Eastman School of Music in New York.
Während des Studiums befreundete er sich mit dem Trompeter Shane Endsley, dem Keyboarder Adam Benjamin und dem Bassisten Kaveh Rastegar. Nach ihrem Abschluss zogen sie alle nach Los Angeles und gründeten zusammen mit Schlagzeuger Nate Wood das experimentelle Ensemble Kneebody. Als Mitglied von Kneebody erntete Wendel Anerkennung für Alben wie Kneebody (2005) und Low Electrical Worker (2007), die beide auf dem Label Greenleaf Music veröffentlicht wurden. Für das Album Twelve Songs of Charles Ives das die Gruppe gemeinsam mit Theo Bleckmann veröffentlichte, erhielten sie 2009 eine Grammy-Nominierung.
Wendel hat daneben mit Musikern wie Ignacio Berroa, Tigran Hamasyan, Antonio Sánchez, Eric Harland, Taylor Eigsti, Snoop Dogg, Prince oder Todd Sickafoose gearbeitet sowie mit dem Elektronik-Musiker Daedelus. Gemeinsam mit Kent Nagano realisierte er Konzerte im Rahmen der Münchner Opernfestspiele in der Reihe Festspiel.
Unter eigenem Namen legte Wendel 2009 mit Simple Song sein Debütalbum vor, gefolgt von Frame 2012. Anschließend folgte im Duo mit dem Pianisten Dan Tepfer das Album Small Constructions (2013). Im selben Jahr entstand mit Kneebody das Album Line on Concord; es folgte 2015 das Album Kneedelus (mit Daedelus). 2016 veröffentlichte Wendel sein drittes Album unter eigenem Namen, mit dem Pianisten Gerald Clayton, dem Bassisten Joe Sanders und dem Schlagzeuger Henry Cole. Seine Video The Seasons (2015) bzw. das gleichnamige Album The Seasons (2018) enthalten verschiedene Duos mit Musikern wie Taylor Eigsti, Julian Lage, Ambrose Akinmusire, Joshua Redman, Luciana Souza, Jeff Ballard oder Mark Turner. Als fünftes Album unter eigenem Namen erschien 2020 High Heart (Edition/Membran), das er mit den Keyboardern Shai Maestro und Gerald Clayton, dem Sänger Michael Mayo, dem Bassisten Joe Sanders und dem Drummer Nate Wood einspielte. 2023 veröffentlichte er sein Album All One, auf dem er die Klänge von Tenor- und Sopransaxophon sowie Fagott neben denen von Gästen wie Cécile McLorin Salvant oder Bill Frisell häufig übereinander schichtete.
Wendel war zunächst außerordentlicher Professor für Jazzstudien an der USC; aktuell lehrt er an der  New School in New York. Als Komponist war er an der Filmmusik für Brief Interviews With Hideous Men (2009) von John Krasinski beteiligt.

## Preise und Auszeichnungen
Als Komponist hat er einen ASCAP Jazz Composer Award erhalten und wurde vom Canada Council of the Arts mit dem Victor Lynch-Staunton Award ausgezeichnet. Als Produzent verantwortete er das für den Grammy nominierte Album Life Forum von Gerald Clayton für Concord Records.